# Арахос
А̀рахос (на гръцки: Άραχος) е село в Република Гърция, дем Александрия, област Централна Македония.

## География
Селото е разположено на надморска височина от 10 m в областта Урумлък (Румлуки), източно от Бер (Верия). Мястото на селото е било на югоизточния бряг на пресушеното Ениджевардарско езеро. На север от селата Плугар (Лудиас) и Зорбатово го отделя река Караазмак (Лудиас).

## История
Селото е ново, създадено след пресушаването на Ениджевардарското езеро и регулацията на новите корита на Вардар и Караазмак. В Арахос са настанени семейства от околните заплашени села. Селото е регистрирано за пръв път в 1940 година. Населението се занимава със земеделие като произвежда пшеница, царевица, памук, бостан.
| Година    | 1913 | 1920 | 1928 | 1940 | 1951 | 1961 | 1971 | 1981 | 1991 | 2001 | 2011 | 2021 |
| --------- | ---- | ---- | ---- | ---- | ---- | ---- | ---- | ---- | ---- | ---- | ---- | ---- |
| Население |      |      |      | 354  | 634  | 635  | 467  | 430  | 415  | 487  | 393  | 301  |